# Aslan Kərimov
Aslan Kərimov (auch Aslan Kerimow; aserbaidschanisch Aslan Səməd oğlu Kərimov; * 1. Januar 1973 in Baku, AsSSR) ist ein aserbaidschanischer ehemaliger Fußballspieler. Er ist Mittelfeldspieler und begann seine Karriere 1989 bei Termist Baku. Nachdem er drei Jahre in Baku gespielt hatte, wechselte er 1992 zu Qarabağ Ağdam. Nachdem er von 1996 bis 1997 für Neftçi Baku und von 1997 bis 1998 für den FK Gəncə gespielt hatte, ging er im Jahr 1999 nach Russland zu Baltika Kaliningrad. Dort blieb er jedoch nur ein Jahr und unterschrieb 2000 für zwei Jahre bei Şəmkir in Baku. Seit 2002 spielt er wieder bei Qarabağ Ağdam als deren Kapitän. In seiner sportlichen Laufbahn wurde er mit drei verschiedenen Clubs viermal aserbaidschanischer Meister (1993, 1998, 2000, 2001), einmal Vizemeister (1994) und holte dreimal mit Qarabağ den aserbaidschanischen Pokal (1993, 2006, 2009).
Seit 1994 ist er außerdem noch Spieler der aserbaidschanischen Fußballnationalmannschaft und stand seitdem in 76 Spielen für sein Land auf dem Platz, damit ist er Rekordnationalspieler Aserbaidschans und löst Tərlan Əhmədov ab.